# Черновежд албатрос
Черновежд албатрос (Thalassarche melanophris) е вид птица от семейство Албатросови (Diomedeidae). Видът е почти застрашен от изчезване.

## Разпространение
Видът е разпространен в Ангола, Антарктида, Аржентина, Австралия, Бразилия, Намибия, Нова Зеландия, Перу, Уругвай, Фолкландски острови, Френски южни и антарктически територии, Хърд и Макдоналд, Чили, Южна Африка и Южна Джорджия и Южни Сандвичеви острови.